# Eduard Wehder
Peter Eduard Wehder (* 31. Dezember 1852 in Sonneberg; † 2. Februar 1923 ebenda) war ein deutscher Politiker (SPD).

## Leben und Beruf
Eduard Wehder wurde am 31. Dezember 1852 als Sohn eines Holzspielzeugmachers in Sonneberg geboren. Nach dem Besuch der Volksschule arbeitete er zunächst als Handlungsgehilfe. Später wechselte er in den Beruf des Gastwirtes. Von 1890 bis 1906 war er als Redakteur für die Thüringer Wald-Post und den Thüringer Volksfreund tätig. Gleichzeitig wirkte er als Schriftsteller in Sonneberg. Von 1906 bis zu seinem Tod am 2. Februar 1923 war er Geschäftsführer des Sonneberger Konsumvereins.

## Politik
Wehder trat während der Zeit des Deutschen Kaiserreiches in die Sozialdemokratische Partei Deutschlands (SPD) ein. Er war ab 1879 Leiter der SPD Sonneberg, wurde dort 1898 Stadtverordneter und fungierte 1903/04 als Vorsitzender der SPD Sachsen-Meiningen. Von 1891 bis 1918 war er Landtagsabgeordneter im Landtag des Herzogtums Sachsen-Meiningen, von 1909 bis 1919 als 2. Vizepräsident.  Bei den Reichstagswahlen 1893 bis 1907 kandidierte er erfolglos im Reichstagswahlkreis Herzogtum Sachsen-Meiningen 1 für die SPD.
Nach der Novemberrevolution wurde Wehder am 8. April 1919 zum Landtagspräsidenten des neuen Meininger Landtages gewählt. Das Amt bekleidete er von 1919 bis 1920 im Freistaat Sachsen-Meiningen und dann bis zu seinem Tod im Februar 1923 in der Gebietsvertretung Sachsen-Meiningen.